# Pickett in the Pocket
Pickett in the Pocket es el decimocuarto álbum de estudio del cantautor estadounidense Wilson Pickett. Fue publicado en julio de 1974 a través de RCA Records.

## Lanzamiento
Pickett in the Pocket fue publicado en julio de 1974 por el sello RCA Records y se convirtió en el catorce álbum de estudio de Pickett. Se publicó como un LP de vinilo, con cinco pistas en el “lado uno” y cuatro pistas en el “lado dos” del disco. A diferencia de sus álbumes de estudio anteriores, Pickett in the Pocket no se posicionó en las listas musicales de Billboard, particularmente la lista Soul LPs. 

## Recepción de la crítica
Un escritor no especificado de Record World declaró: “¡Wicked Wilson canta con su alma siempre amorosa! El sencillo extraído del álbum, «Take Your Pleasure Where You Find It», está recibiendo una fuerte reacción inicial en las emisoras y en las ventas, y el álbum está cargado de otros productos comerciales, incluido «Isn't That So» y «Iron It Out»”. Un escritor no especificado de la revista Cash Box escribió: “Con una serie de canciones que coarregló y produjo con Brad Shapiro, este exitoso LP tiene todo el estilo y la vitalidad distintivos del propio artista”.

## Lista de canciones
| Lado uno |                    |                                           |          |  |
| N.º      | Título             | Escritor(es)                              | Duración |  |
| 1.       | «Iron It Out»      | George Jackson                            | 3:00     |  |
| 2.       | «Isn't That So»    | Jesse Winchester                          | 3:12     |  |
| 3.       | «Take a Look»      | Clyde Otis                                | 3:25     |  |
| 4.       | «I Was Too Nice»   | Wilson Pickett Brad Shapiro Dave Crawford | 3:45     |  |
| 5.       | «Don't Pass Me By» | Pickett Shapiro Barry Beckett             | 2:55     |  |

| Lado dos |                                        |                                |          |  |
| N.º      | Título                                 | Escritor(es)                   | Duración |  |
| 1.       | «What Good Is a Lie»                   | Pickett Shapiro Beckett        | 2:37     |  |
| 2.       | «Young Boy Blues»                      | Phil Spector Doc Pomus         | 3:19     |  |
| 3.       | «Take Your Pleasure Where You Find It» | Paul Butterfield Bobby Charles | 2:34     |  |
| 4.       | «You're the One»                       | Jackie Verdell                 | 6:38     |  |

## Créditos y personal
Créditos adaptados desde las notas de álbum de Pickett in the Pocket.
Músicos
- Wilson Pickett – voz principal
- Sandra Rhodes – coros
- Charles Chalmers – coros
- Donna Rhodes – coros
- The Muscle Shoals Swampers – sección rítmica

Personal técnico
- Wilson Pickett – producción, arreglos
- Brad Shapiro – productor, arreglos, mezclas
- Gerry Masters – ingeniero de audio
- Greg Hamm – ingeniero de audio
- Jim Crotty – ingeniero de audio
- Bob Ludwig – masterización
- Nick Sangiamo – fotografía
- Acy R. Lehman – director artístico